# Smržov (Hradec Králové-i járás)
Smržov település Csehországban, a Hradec Králové-i járásban. Smržov Skalice, Vlkov, Černilov, Lejšovka, Smiřice, Nový Ples és Rasošky településekkel határos. Lakosainak száma 540 fő (2024. január 1.).

## Népesség
A település lakosságának változását az alábbi diagram mutatja:
| Lakosok száma | 538  | 549  | 493  | 370  | 349  | 388  | 495  | 504  | 506  | 540  |
|               | 1869 | 1890 | 1921 | 1950 | 1980 | 2001 | 2017 | 2019 | 2022 | 2024 |